# والتر تیرینگ
والتر تیرینگ (انگلیسی: Walter Thirring; ۲۹ آوریل ۱۹۲۷ – ۱۹ اوت ۲۰۱۴) دانشمند در زمینه فیزیک نظری اهل اتریش بود.
وی همچنین برندهٔ جوایزی همچون جایزه اروین شرودینگر، جایزه آنری پوانکاره، و مدال ماکس پلانک شده‌است.